# Chaetodon larvatus
Chaetodon larvatus (Cuvier, 1831) è un pesce osseo marino appartenente alla famiglia Chaetodontidae. 

## Distribuzione e habitat
È endemico del mar Rosso a partire da Hurghada verso sud e del golfo di Aden. Le segnalazioni dal golfo dell'Oman sono dubbie. Un individuo è stato catturato nel gennaio 2011 nel mar Mediterraneo a Tel Shiqmona, in Israele, dove probabilmente è giunto in seguito alla migrazione lessepsiana. Vi sono forti dubbi circa la possibilità che questa specie possa stabilire popolazioni stabili nel Mediterraneo vista l'assenza delle specie coralline che sono il suo esclusivo alimento.
Vive nelle barriere coralline in buono stato ecologico e con abbondante crescita di madrepore, specie Acropora con forme tabulari.
Si incontra a profondità fra 3 e 12 metri, occasionalmente fino a 40 metri.

## Descrizione
Si tratta di una specie non confondibile con altri pesci farfalla del mar Rosso per il suo aspetto e la sua colorazione che sono molto caratteristiche. La sua forma è approssimativamente triangolare con corpo alto e molto compresso lateralmente e testa di piccole dimensioni, appuntita. La bocca è piccola mentre gli occhi sono grandi e vicini fra loro. La pinna dorsale e la pinna anale sono alte e si espandono nella parte posteriore. La pinna caudale ha il bordo posteriore arrotondato. Le scaglie sono piccole, disposte anche sulla testa e su gran parte delle pinne impari. La livrea è distintiva. La testa fino all'opercolo escluso, il dorso fino all'origine della pinna dorsale e il petto fino alle pinne ventrali è bruno arancione, il corpo è grigio-azzurro con 13 linee giallastre a "V" molto appiattita disposte verticalmente con la punta in avanti e sempre più corte verso la parte posteriore. La parte posteriore della pinna dorsale, il peduncolo caudale e gran parte della pinna caudale neri con un bordo chiaro variabile. La caudale ha uno spesso bordo posteriore chiaro o trasparente.
La taglia massima nota è di 12 cm.

## Biologia

### Comportamento
Territoriale si trova solitario o più spesso in coppie. Scaccia i pesci farfalla di altre specie dalle sue aree di alimentazione.

### Alimentazione
Si nutre esclusivamente di polipi di madrepore soprattutto dei generi Echinopora, Montipora, Pavona, Porites, Stylophora e Acropora.

### Riproduzione
Forma coppie monogame.

## Acquariofilia
Si trova raramente sul mercato dei pesci per gli acquari marini. La sua dieta specializzata rende molto difficile, se non del tutto impossibile, il suo allevamento.

## Conservazione
Si tratta di una specie comune nel suo areale, con popolazioni stabili e abbondanti. La sua dipendenza dall'ambiente corallino a causa della sua dieta specializzata lo rende sensibile alla degradazione dei reef, che però nel suo areale sono in buono stato di conservazione. Non si riscontra nessun'altra minaccia. Per questi motivi la lista rossa IUCN la classifica come "a rischio minimo".